# Digitalno novinarstvo
Internet novinarstvo (mrežno novinarstvo, elektronsko novinarstvo, onlajn novinarstvo) pripada onom dijelu novinarstva koje svoje sadržaje diseminuje javnosti posredstvom elektronske tehnologije. Mrežno novinarstvo stvara medijski sadržaj, posjeduje zasebnu tehnološku strukturu, povezano je sa već konstituisanim medijskim institucijama, ima svoje kodekse za rad i prenosi informacije u različitim formama do masovne publike.
Nastanak Interneta vezuje se za početak šezdesetih godina prošlog veka. Tada je Ministarstvo odbrane SAD želelo bezbednu razmenu informacija, pričemu bi kompjuter mogao da komunicira sa kompjuterom, putem telefonskih linija. Kreiranjem WWW (World Wide Web) sa atraktivnim grafičkim interfejsom. 1990. godine dolazi do masovnije upotrebe mreže.
Internet nudi pregršt mogućnosti koje olakšavaju potragu za informacijama, arhiviranje podataka. Prednost interneta je i, svakako, jednostavnija komunikacija kojoj prostor nije prepreka. Zahvaljujući internetu, samo jedan klik mišem deli osobe koju su zapravo fizički veoma udaljene jedna od druge. Međutim, u sajber prostoru one su vrlo blizu i mogu da neometano komuniciraju. Internet korisnici su u mogućnosti da razmenjuju poruke, fotografije, audio i video zapise. U današnje vreme putem interneta se obavlja kupovina, sklapaju se poznanstva i rađaju ljubavi.
Onlajn novinar (internet novinar, net novinar, veb novinar) je novinar koji radi u redakciji nekog internet medija. To je profil novinara koji poznaje i primjenjuje višestruke nivoe pismenosti, koristeći se vještinama i sposobnostima izraženim kroz upotrebu kompjutera. " Uža specijalnost onlajn novinara mora da bude : tekst, grafika, dizajn, tehnika, informatika i informisanje.

## Internet i mediji
Internet otvara vrata medijima budućnosti. On sam po sebi predstavlja kombinaciju dva već postojeća medija – štampe i televizije. Zbog ovog važnog svojstva ne iznenađuje činjenica da su danas najpopularnije upravo onlajn vesti. Sve je više dnevnih novina i časopisa koji imaju svoja web izdanja, kao i televizijskih kuća koje publika može da prati i na internetu.
Prednosti su jasne: stalno ažuriranje podataka i potpuna dostupnost kao jedne od najvažnijih karakteristika, naročito kada se ima u vidu dolaženje do informacije kao prioritet. Web sajtovi se prave tako da budu jednostavni za korišćenje. Sadrže linkove koji olakšavaju pretragu i često se ispod neke vesti nalazi lista sa povezanim vestima ne bi li se dobio bekgraund kako bi slika o događaju bila potpuna. Korisna stvar je što postoje linkovi koji se odnose na neke ključne pojmove iz teksta koji opet pružaju dodatne, podrobnije informacije o datoj temi.
Osim izgleda stranica na sajtu, još je bitniji sadržaj koji mora biti potpun, mora da pruža dovoljno informacija. Neophodno je da bude dinamičan i da uspeva da zadrži čitaoce.
Internet kao novi medij nastoji da ide u korak sa potrebama društva i nastoji da zadovolji potrebe svoje publike. Zato su potrebni novinari sa odgovarajućim sposobnostima. Neophodno je da poseduju široko znanje i inforisanost, iskustvo, ažurnost, kreativnost, spremnost i sposobnost za timski rad, staloženost i moć da se izdrži stalni pritisak na poslu, umeće da se osmisli multimedijalni materijal itd. Internet izdavači, urednici i novinari moraju da se klone zloupotrebe slobode izražavanja u sajber prostoru, a da nastoje da na najbolji način iskoriste mogućnosti koje pružaju novi mediji.

### Pretpostavka razvoja internet novinarstva
Internet novinarstvo direktno je povezano sa razvojem Interneta koji krajem XX vijeka postaje pravi masovni medij. Za razvoj ovog sektora novinarstva najznačajnije su Sjedinjene Američke Države i Velika Britanija. Istraživanja iz 1995. godine pokazuju da je pristup Internetu imalo 14 procenata stanovništva Sjedinjenih Američkih Država; tri godine kasnije taj postotak se popeo na 36 procenata, a do 2002. broj Amerikanaca koji koriste mrežu porastao je na 62 procenta. Podaci iz 2009. godine pokazuju da se Sjedinjene Američke Države nalaze na šesnaestom mjestu po stepenu penetracije korisnika Interneta (76,3%), ali su na prvom mjestu po broju korisnika (234,372,000). Stepen penetracije u Velikoj Britaniji je 76,4 procenta, a ukupan broj korisnika Interneta u toj zemlji za 2009. godinu iznosi 46,683,900.

### Broj korisnika internet novina
Tokom 1996. godine samo je dva procenta Amerikanaca najmanje tri puta nedjeljno čitalo vijesti na internetu. Do 1998. godine taj broj je narastao na 13 procenata, a 2002. je iznosio 25 procenata.
Prema istraživanju Pew Research Center iz 2007. godine, gotovo 68 procenata internet korisnika prijavili su da su u periodu od 2000. do 2005. godine čitali vijesti na internetu, dok je 31 procenat onih koji su to činili svakodnevno.

## Istorijat internet novinarstva
Prva faza internet novinarstva počinje početkom devedestih godina XX vijeka. Jedno od prvih izdanja dnevnih novina na Internetu ponudio je Chicago Tribune 1992. godine. Na internetu je u tom periodu bilo više od 3600 svjetskih listova, koji su objavljivali nekoliko desetina hiljada novinskih članaka i tekstova.
U prvoj fazi razvoja internet novinarstva ne uočava se prednost multimedijalnih i hipermedijalnih mogućnosti Svjetske mreže (WWW), već urednici koriste iste sadržaje kao u tradicionalnim medijima. Ovakvu vrstu rada teoretičari podrugljivo nazivaju zgrtalicom (shovelware) – suštinski prebacivanjem teksta sa štampanog na elektronsko izdanje, sa malo osvrta na to kako bi dodatni Veb sadržaj čitaocima mogao da obogati priče.
Faza iniciranja posebnih internet novinarskih sajtova počinje 1996. godine, a puni razvoj doživljava godinu dana kasnije. Svjetska mreža već 1998. godine ima 4925 posebnih izdanja internet novina. Od toga su 1563 novine bile iz Sjedinjenih Američkih Država. Godinu dana poslije, SAD imaju 2059 internet novina – od toga su 492 dnevnika. U tom vremenu 57 procenata elektronskih novina u svijetu bilo je američko.
U internet novinarstvu mogu se pratiti ključne godine kao prekretnice u razvoju.
- Oktobar 1993: Odsjek za novinarstvo Univerziteta u Floridi pokreće sajt za koji se vjeruje da predstavlja prvi novinarski sajt na internetu;
- Novembar 1994: Prvi novinarski sajt u Velikoj Britaniji pokreće Telegraf, a prvi urednik bio je Derek Biston;
- Decembar 1997: Pokrenut BBC online kao kompletan internet servis. Za manje od godinu dana, BBC online ponudio je 140 hiljada stranica sadržaja i 61 hiljadu stranica vijesti;
- Januar 1999: Pokrenuta mreža Guardian Unlimited koja je do 2001. godine zabilježila 2,4 miliona jedinstvenih pretplatnika; osnovana Online News Association (ONA), prvo udruženje internet novinara;
- Novembar 2000: International Herald Tribune pokreće radikalno redizajniran sajt koji korisnicima nudi opciju prelistavanja i arhiviranja sadržaja za kasnije pregledanje.

## Prednosti internet novinarstva
Urednici medija su uočili da je prednost internet novinarstva u mogućnostima multimedijalne obrade i brzini izvještavanja. Internet novinarstvo globalno je u startu imalo neke rane prednosti, koje je iskoristilo:
- Medijske kuće su imale neku reputaciju na medijskom tržištu do pojave internet publikacija;
- Kroz vlastiti prethodni medij stvorile su svoju publiku i već uspostavile kontakt s javnošću;
- Stari medij koristili su kao oglašivač da najave još jednu svoju medijsku formu;
- Veb-sajtovi medijskih firmi imali su i privilegiju – već spremne klijente iz tradicionalnih medija koji se prebacuju na globalnu mrežu.

Internet novinarstvo svoje prednosti zasniva na prednostima internet tehnologije sa kojom je usko povezano. Doug Millison rezimira prednosti internet novinarstva u četiri ključne tačke:
1. realno vrijeme (prikupljanje podataka i prezentovanje sadržaja bez velike vremenske odstupnice);
2. prelazno vrijeme (mogućnost čitanja u vrijeme kada odgovara korisniku, posebno zbog lakog pristupa na veb mreži);
3. multimedijalnost (uključivanje teksta, grafike, animacije, muzike i videa u jednu publikaciju);
4. interaktivnost (ogleda se u hiperlinkovima koji prezentuju različite tačke gledanja na isti sadržaj.

## Posao onlajn novinara
„Fleksibilnost je prva vještina koja se traži u ovom poslu.” - Oven Jangmen, rukovodilac veb sajta Čikago tribjun
Onlajn novinar osim što mora poznavati vještine novinara odnosno biti stručnjak za novinarstvo neophodno je da poznaje vještine rada na računaru. „Morate da znate pomalo o mnogo čemu. Osoba koja može brzo da dizajnira stranicu, ali ne zna da piše tako da mu rečenice budu jasne i kratke, nije mi korisna u svakodnevnom poslu.” rekao je Sten Ostni, urednik onlajn Knzas siti stara‍:pp. 36
Svestranost je takođe jedano od osobina koju ovaj novinar mora imati jer su radakcije uglavnom male i jedan novinar obavlja više poslova i mora biti svestran i informisan o svemu. U većim onlajn medijima, postoji više specijalizovanih novinara tako da imaju više vremena da se posvete svom poslu odnosno oblasti za koju su specijalizovani. Onlajn novinari mogu da se bave istraživačkim novinarstvom ali često se dešava da preuzimaju tekstove iz nekih drugih medija ( štampa, televizija, radio, agencije...) nadopunjavaju ih ili jednostavmo samo preuzmu ali su ibavezni da navode izvor. 
Svi onaljn novinari saglasni su da je interakcija odlika koja najjasnije oslikava razliku onalj medija i svih ostalih. To je više od samog objavljivanja vijesti, sjedenja i čekanja na sutrašnji vremenski rok. Onlajn novinari smatraju da njihov medij ima veći stepen uzajamnog odnosa sa svojim publikom.
Posao onlajn novinara je da održavaju onaljn medij aktivnim i da osim kompijuterski i informatički pismenog novinara sajtu bude obezbijeđena: 
1. Vlastita publika
2. Ozbiljan resurs
3. Rekspektabilan izvor
4. Kvalitetno ažuriran sadržaj

## Razlike između onlajn i tradicionalnih novinara
Bez obzira na raznolikost koji podrazumijeva posao producenta sadržaja, većina profesionalaca saglasna je da se suštinske vještine potrebne za djelotvoran rad ne razlikuju bitno od onih u tradiionalnom novinarstvu. Sakupljanje, povezivanje i pisanje infornacija za Internet u stvari je samo varijacija iste teme.
„Iskeno, ja uopšte ne mislim da ima puno razlike između izvještavnja za štampana i onlajn izdanja.” Kaže Ken Lejn, bivša dopisnica iz Vašintona,D.C za Junajted press internešnel, a sada gostujući kolumnista. „Treba da prikupite sve ili što je moguće više činjenica, i treba da znate ponešto o tome što pišete. Uglavnom isto je i kada je riječ o intervjuisanju i pronalaženju maretijala za priču. Razlika je u toma kako sastavljate izvještaj i kako ga predstavljate.”
Postoje neki autori koji nisu saglasni sa mišljenjem Ken, pa tvrde da ipak postoje razlike između ove dvije vrste novinara. Džon Kristen, bivši urednik programa SNN-a tvrdi: „Kada pišete za novine, sjedite za svojim stolom, obavljate puno telefonskih razgovora i sličnih poslova, ali isto tako puno vremena prvodite i van redakcije. Napolju ste, pričate sa ljudima, intervjuišete ih.” Takođe, posao onlajn novinara se razlikuje i od toga da li rade za lokalnu ili naconalnu medijsku kuću. U lokalnim medijskim kućama zadatak često mogu biti i samo unošenja tekstova iz štampe ili drugih medija dok u nacionalim medijim neke teme zahtijevaju istraživački rad novinara.‍:pp. 37
„Ako ne pravite video ili audio snimak, informacije ćete prikupljati otprilike na isti način.” Kaže Majdin Mekadams koja je radila na unapređenju sadržaja Digital link sajta Vašington posta. „Ali, baš zbog mogućnosti ovakvog medija, u kome imate sav taj prostor gdje možete da prikažete više datalja i iznosite priče na toliko različitih načina, trebalo bi da je perspektiva šira.” 
„Onlajn novinarstvo pruža sve vrste mogućnosti daleko ivan okvira audia i videa, jer njih nude i drugi mediji.” Kaže Adams: „Medij pruža puno mogućnosti da se iz dobro izgrađene i iscrne informacije izvuče dodatni sadržaj i dobije dodatni uvid...”‍:pp. 38
Osnove novinarske profesije kao što su : brzina, blagovremenost, preciznost i tačnost neophodne su u svakoj vrsti novinarsva. Svaki novinar mora da se pridržava ovih načela bio on tradicionalni ili online novinar.

## Literatura
- Zlatan Krajina i Tena Peršin, 2009. Digitalne vijesti Društvena istraživanja 2009

## Spoljašnje veze
- Internet novine
- Novinarstvo
- Pew research center
- Internet statistika Архивирано на веб-сајту  (24. јануар 2010)
- Onlajn novinarstvo